# 三毛猫ホームズの傾向と対策
『三毛猫ホームズの傾向と対策』（みけねこホームズのけいこうとたいさく）は、日本の小説家赤川次郎によって1992年に発表された三毛猫ホームズシリーズの長編推理小説である。

## あらすじ
K大学の教授が殺害された。その教授は、大学教授の給料だけではとても無理というほどの豪華な生活をしていたのである。K大学を受けるために片山の家にホームステイに来ていた温水さゆりも、この事件に巻き込まれてしまった。そして、K大学の入試問題が漏洩されている疑いが浮上する。

## 主な登場人物
- 片山義太郎 - 警視庁捜査一課のダメ刑事
- 片山晴美 - 義太郎の妹
- 石津刑事 - 晴美に恋をする猫嫌いの刑事
- ホームズ - 三毛猫

## 書誌情報
- 『三毛猫ホームズの傾向と対策』（光文社カッパノベルス、1992年08月） ISBN 4-334-02995-7
- 『三毛猫ホームズの傾向と対策』（光文社光文社文庫、1995年07月） ISBN 4-334-72071-4
- 『三毛猫ホームズの傾向と対策』（角川書店角川文庫、1999年04月） ISBN 4-04-187942-6